# Rafał Gikiewicz
Rafał Gikiewicz (Olsztyn, 26 de octubre de 1987) es un futbolista polaco. Juega de portero y su equipo es el Widzew Łódź.

## Clubes
| Club                         | País     | Año       |
| ---------------------------- | -------- | --------- |
| DKS Dobre Miasto             | Polonia  | 2004-2005 |
| Sokół Ostróda                | Polonia  | 2006      |
| Drwęca Nowe Miasto Lubawskie | Polonia  | 2006-2007 |
| Wigry Suwałki                | Polonia  | 2007-2008 |
| Jagiellonia Białystok        | Polonia  | 2008-2011 |
| Stomil Olsztyn (cedido)      | Polonia  | 2010      |
| Śląsk Wrocław                | Polonia  | 2011-2014 |
| Eintracht Brunswick          | Alemania | 2014-2016 |
| S. C. Friburgo               | Alemania | 2017-2018 |
| F. C. Union Berlin           | Alemania | 2018-2020 |
| F. C. Augsburgo              | Alemania | 2020-2023 |
| Ankaragücü                   | Turquía  | 2023-2024 |
| Widzew Łódź                  | Polonia  | 2024-     |

## Palmarés

### Campeonatos nacionales
| Título               | Club                  | País    | Año     |
| -------------------- | --------------------- | ------- | ------- |
| Copa de Polonia      | Jagiellonia Białystok | Polonia | 2009-10 |
| Ekstraklasa          | Śląsk Wrocław         | Polonia | 2011-12 |
| Supercopa de Polonia | Śląsk Wrocław         | Polonia | 2012    |